# Godohou
Godohou è un arrondissement del Benin situato nella città di Aplahoué (dipartimento di Kouffo) con 14.531 abitanti (dato 2006).